# نوبویوکی آبه
نوبویوکی آبه (انگلیسی: Nobuyuki Abe؛ زاده ۲۴ نوامبر ۱۸۷۵ – درگذشته ۷ سپتامبر ۱۹۵۳) یک ارتشبد و سیاست‌مدار اهل ژاپن بود.